# 矩尺座ι1
矩尺座ι1（ι1 Normae）是在南天星座矩尺座的三合星系統。綜合視星等為4.69，因此肉眼隱約可見。根據從地球上看到的25.39mas的年度視差偏移，該系統距離太陽約128光年。在這個距離上，由於星際塵埃的消光，這些恆星的視星等减少了0.062。
內側對以26.8年的週期、0.33弧秒秒的半長軸和0.515的離心率相互繞軌道運行。它們的恆星分類具有混合的A7 IV，與白色調的A型次巨星相匹配。這兩顆恆星確實都是A型主序星。這一對中較亮的成員A，星等5.20，光譜類型為A4 V，伴星成員B的星等為5.76，它的光譜類型為A6V。這兩顆星的質量分別是太陽質量的1.94和1.65倍。第三顆恆星，成員C的星等為8.1，質量是太陽的0.88倍。它與其那一對聯星的角距離為10.8弧秒。